# 韩组康
韩组康（1894年—1968年），男，湖南长沙人，中国化学家、仪器分析专家，曾任中国化学会理事，上海市化学化工学会副理事长。